# Mount Aloysius College
Il Mount Aloysius College è un'università privata di indirizzo cattolico con sede a Cresson, nello stato americano della Pennsylvania.
Le origini del college si ricollegano a quelle della Saint Aloysius Academy, fondata nel 1853 dalle suore della misericordia. Prese il nome di Mount Aloysius Junior College nel 1939 e quello di Mount Aloysius College nel 1991.